# Supercoupe d'Égypte de football
La Supercoupe d'Égypte de football est une compétition de football créée en 2001 opposant le Champion d'Égypte au vainqueur de la Coupe d'Égypte est disputée en un match unique. 
Si un club réalise le doublé coupe-championnat, le finaliste de la Coupe l'affrontera en Supercoupe.
Depuis 2023, un format à quatre clubs est mis en place.

## Palmarès
| Date              | Saison  | Vainqueur                                 | Résultat                                  | Finaliste                                 | Stade                                     |
| ----------------- | ------- | ----------------------------------------- | ----------------------------------------- | ----------------------------------------- | ----------------------------------------- |
| 14 septembre 2001 | 2001–02 | Zamalek (1)                               | 2-1 (a.p)                                 | Ghazl El Mahalla                          | Cairo International Stadium, Le Caire     |
| 19 septembre 2002 | 2002–03 | Zamalek (2)                               | 1-0 (a.p)                                 | Al Mokawloon Al Arab                      | Cairo International Stadium, Le Caire     |
| 28 aout 2003      | 2003–04 | Al Ahly (1)                               | 0-0 (tab 3-1)                             | Zamalek                                   | Cairo Military Academy Stadium, Le Caire  |
| 10 septembre 2004 | 2004–05 | Al Mokawloon Al Arab (1)                  | 4-2                                       | Zamalek                                   | Cairo Military Academy Stadium, Le Caire  |
| 27 juillet 2005   | 2005–06 | Al Ahly (2)                               | 1-0 (a.p)                                 | ENPPI                                     | Osman Ahmed Osman Stadium, Le Caire       |
| 23 juillet 2006   | 2006–07 | Al Ahly (3)                               | 1-0                                       | ENPPI                                     | Cairo International Stadium, Le Caire     |
| 9 aout 2007       | 2007–08 | Al Ahly (4)                               | 1-1 (tab 4-2)                             | Ismaily                                   | Cairo International Stadium, Le Caire     |
| 26 juillet 2008   | 2008–09 | Al Ahly (5)                               | 2-0                                       | Zamalek                                   | Cairo International Stadium, Le Caire     |
| 21 juillet 2009   | 2009–10 | Haras El Hodoud (1)                       | 2-0                                       | Al Ahly                                   | Cairo Military Academy Stadium, Le Caire  |
| 25 juillet 2010   | 2010–11 | Al Ahly (6)                               | 1-0                                       | Haras El Hodoud                           | Cairo International Stadium, Le Caire     |
|                   | 2011–12 | Non joué à cause de la révolution de 2011 | Non joué à cause de la révolution de 2011 | Non joué à cause de la révolution de 2011 | Non joué à cause de la révolution de 2011 |
| 9 septembre 2012  | 2012–13 | Al Ahly (7)                               | 2-1                                       | ENPPI                                     | Borg El Arab Stadium, Alexandrie          |
|                   | 2013–14 | Non joué à cause du coup d'État de 2013   | Non joué à cause du coup d'État de 2013   | Non joué à cause du coup d'État de 2013   | Non joué à cause du coup d'État de 2013   |
| 14 septembre 2014 | 2014–15 | Al Ahly (8)                               | 0-0 (tab 5-4)                             | Zamalek                                   | Cairo International Stadium, Le Caire     |
| 15 octobre 2015   | 2015–16 | Al Ahly (9)                               | 3-2                                       | Zamalek                                   | Hazza bin Zayed Stadium, Al Ain           |
| 10 février 2017   | 2016–17 | Zamalek (3)                               | 0-0 (tab 3-1)                             | Al Ahly                                   | Mohammed bin Zayed Stadium, Abu Dhabi     |
| 12 janvier 2018   | 2017–18 | Al Ahly (10)                              | 1-0 (a.p)                                 | Al Masry                                  | Hazza bin Zayed Stadium, Al Ain           |
| 20 septembre 2019 | 2018–19 | Al Ahly (11)                              | 3-2                                       | Zamalek                                   | Borg El Arab Stadium, Alexandrie          |
| 20 février 2020   | 2019–20 | Zamalek (4)                               | 0-0 (tab 4-3)                             | Al Ahly                                   | Mohammed bin Zayed Stadium, Abu Dhabi     |
| 21 septembre 2021 | 2020–21 | Tala'ea El Geish (1)                      | 0-0 (tab 3-2)                             | Al Ahly                                   | Borg El Arab Stadium, Alexandrie          |
| 28 octobre 2022   | 2021–22 | Al Ahly (12)                              | 2-0                                       | Zamalek                                   | Hazza bin Zayed Stadium, Al Ain           |
| 5 mai 2023        | 2022–23 | Al Ahly (13)                              | 1-0 (a.p)                                 | Pyramids FC                               | Hazza bin Zayed Stadium, Al Ain           |
| 28 décembre 2023  | 2023–24 | Al Ahly (14)                              | 4-2 (a.p)                                 | Future FC                                 | Hazza bin Zayed Stadium, Al Ain           |
| 24 octobre 2024   | 2024–25 | Al Ahly (15)                              | 0-0 (tab 7-6)                             | Zamalek                                   | Hazza bin Zayed Stadium, Al Ain           |

## Bilan
| Clubs                 | Titres |
| --------------------- | ------ |
| Al Ahly SC            | 15     |
| Zamalek SC            | 4      |
| Al Moqaouloun Al-Arab | 1      |
| Haras El Hedood       | 1      |
| Tala'ea El Geish      | 1      |

## Source
- (en) RSSSF